# Craig Mabbitt
Craig Edward Mabbitt (Glendale, 9 april 1987) is een Amerikaans zanger. Hij is vocalist van de Amerikaanse post-hardcoreband Escape the Fate. Daarvoor zat hij in Blessthefall en The Word Alive. Ook heeft hij tijdelijk met A Skylit Drive gespeeld eind 2007.